# Tina Smith
Christine Elizabeth Smith (de soltera, Flint; Albuquerque, Nuevo México; 4 de marzo de 1958) más conocida como Tina Smith, es una política estadounidense que se desempeña como senadora de los Estados Unidos por Minnesota desde 2018, ocupando el escaño dejado vacante por Al Franken. Es miembro del Partido Demócrata-Granjero-Laborista de Minnesota, filial del Partido Demócrata. Se desempeñó como vicegobernadora de Minnesota desde 2015 hasta su nombramiento en el Senado.